# Lutica poonaensis
Lutica poonaensis är en spindelart som beskrevs av Benoy Krishna Tikader 1981. Lutica poonaensis ingår i släktet Lutica och familjen Zodariidae. Inga underarter finns listade i Catalogue of Life.